# Christof Leng
Christof Leng (Friedberg, 6 settembre 1975) è un politico e informatico tedesco.
Leng fu il primo presidente del partito PIRATEN (settembre 2006-maggio 2007). Lavora come assistente di ricerca presso l'Università tecnica di Darmstadt ed è membro del presidium della Gesellschaft für Informatik (Società per l'Informatica).